# Дин, Майк
Майкл Ле́сли Дин (англ. Michael Leslie Dean; род. 2 июня 1968, Уиррал, Мерсисайд) — завершивший карьеру английский футбольный судья. С 2000 по 2022 год судил матчи английской Премьер-лиги. С 2003 по 2013 год был арбитром ФИФА.

## Карьера
Дин начал судейскую карьеру в 1985 году. Он работал главным арбитром в Северной Премьер-лиге, затем стал ассистентом главного арбитра в Футбольной лиге, а с 1997 года стал сам судить матчи Футбольной лиги. В 2000 году вошёл в группу судей, обслуживающих матчи Премьер-лиги. С 2003 года вошёл в список арбитров ФИФА.
В 2004 году отсудил товарищеский матч между сборными Нидерландов и Ирландии на «Амстердам АренА». Ирландцы победили со счётом 1:0 благодаря голу Робби Кина.
В том же году Дин обслуживал матч на Суперкубок Англии, в котором встретились «Арсенал» и «Манчестер Юнайтед». «Арсенал» одержал победу со счётом 3:1. Также он отсудил финал Трофея Футбольной ассоциации в этом же году.
Дин был назначен главным арбитром на финал Кубка Англии 2006 года, который прошёл на стадионе «Миллениум» 13 мая 2006 года. Менее чем за месяц до матча Футбольная ассоциация приняла решение о замене главного арбитра матча на Алана Уайли, так как Дин мог быть пристрастным по отношению к одному из участников финала, «Ливерпулю», так как сам проживал в Мерсисайде. Это был первый подобный случай в истории, когда менялся судья на финал Кубка Англии.
21 мая 2006 года он отсудил другой матч на стадионе «Миллениум»: это был финал плей-офф Чемпионата Футбольной лиги, в котором «Лидс Юнайтед» проиграл «Уотфорду» со счётом 3:0.

### Финал Кубка Англии 2008 года
Дин был главным арбитром финала Кубка Англии 2008 года, в котором на «Уэмбли» встретились «Портсмут» и «Кардифф Сити». Победу одержал «Портсмут».

### Инцидент с брошенной монетой

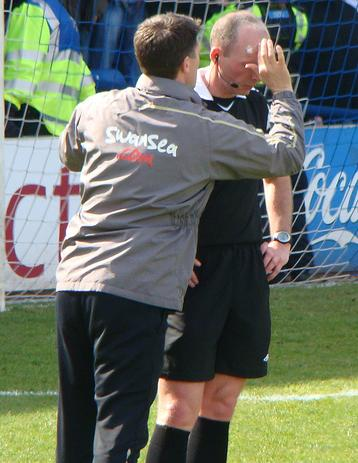
Дин получает помощь после броска в него монеты в Южноваллийском дерби

5 апреля 2009 года в матче Чемпионата Футбольной лиги встретились два валлийских клуба, «Кардифф Сити» и «Суонси Сити», которые традиционно являются непримиримыми соперниками. Во время матча один из зрителей бросил в Дина монету, которая попала ему в лоб и вызвала рассечение. Полиция Южного Уэльса арестовала болельщика, причастного к инциденту, просмотрев видеозаписи. В концовке матча Дин назначил спорный пенальти в ворота «Суонси Сити», а матч завершился вничью 2:2.

### Критика за судейство в матче на «Олд Траффорд»
Майк Дин был назначен обслуживать встречу между «Манчестер Юнайтед» и «Челси», которая прошла 3 апреля 2010 года на стадионе «Олд Траффорд». Это был решающий матч в чемпионской гонке Премьер-лиги. Победу в матче одержал «Челси» со счётом 2:1. Дин, а также лайнсмены Саймон Бек и Стивен Чайлд, подверглись жёсткой критике со стороны СМИ после матча. Согласно видеоповторам, Дин не назначил до четырёх пенальти: 3 в пользу «Манчестер Юнайтед» и 1 в пользу «Челси». Победный гол за «Челси» забил Дидье Дрогба, но видеоповторы свидетельствуют о том, что он находился в двухметровом офсайде, получая мяч после паса Саломона Калу. Лайнсмен Саймон Бек, однако, не поднял флаг и гол Дрогба был засчитан. В концовке встречи «Юнайтед» забил гол усилиями Федерико Македы. Гол был засчитан несмотря на протесты Джона Терри, утверждающего, что Македа подыграл себе рукой. Главный тренер «Манчестер Юнайтед» сэр Алекс Фергюсон подверг жёсткой критике работу судейской бригады во главе с Дином. Фергюсон признался, что был «обеспокоен» ещё до матча, когда узнал, что встречу будет судить Дин, который уже ранее неоднократно подвергался критике: например, за свои решения в матче между «Бернли» и «Блэкберном» за неделю до матча между «Юнайтед» и «Челси». Главный тренер «Бернли» Брайан Лоус назвал назначение Дина главным арбитром на решающий матч Премьер-лиги «безумием». После матча Майк Дин вместе со своей бригадой лайнсменов был отстранён от судейства в матчах Премьер-лиги и был переведён в Чемпионат Футбольной лиги.

## Статистика
| Сезон   | Матчи | Всего | за игру | Всего | за игру |
| ------- | ----- | ----- | ------- | ----- | ------- |
| 1997/98 | 30    | 83    | 2,77    | 5     | 0,17    |
| 1998/99 | 38    | 96    | 2,53    | 4     | 0,11    |
| 1999/00 | 39    | 90    | 2,31    | 10    | 0,26    |
| 2000/01 | 37    | 106   | 2,86    | 4     | 0,11    |
| 2001/02 | 35    | 108   | 3,09    | 8     | 0,23    |
| 2002/03 | 36    | 155   | 4,31    | 9     | 0,25    |
| 2003/04 | 38    | 98    | 2,58    | 9     | 0,24    |
| 2004/05 | 24    | 66    | 2,75    | 7     | 0,29    |
| 2005/06 | 41    | 134   | 3,27    | 10    | 0,24    |
| 2006/07 | 43    | 173   | 4,02    | 16    | 0,37    |
| 2007/08 | 40    | 140   | 3,50    | 10    | 0,25    |
| 2008/09 | 44    | 156   | 3,55    | 12    | 0,27    |
| 2009/10 | 14    | 54    | 3,86    | 3     | 0,14    |